# MQ-1 Predator
MQ-1 Predator («Пре́детор») — розвідувальний і ударний безпілотний літальний апарат виробництва «General Atomics Aeronautical Systems» (США). Перший політ відбувся в 1994 році. Стояв до 2018 на озброєнні ВПС США. Активно застосовувався на території Іраку та Афганістану.
Початково літак Predator був позначений як RQ-1 Predator («R» — розвідувальний). 2002 року ВПС США офіційно змінили позначення на MQ-1 Predator («M» — багатоцільовий), щоб відобразити ширші можливості його використання, в тому як носія зброї.
Всього за минуле десятиліття було побудовано 126 літаків. Вартість кожного БПЛА становить 4,5 мільйона доларів. Планується закупівля 144 нових апаратів[джерело?].

## Конструкція
Безпілотні літаки «Predator» зібрані з уніфікованих авіаційних механічних, електричних і радіоелектронних вузлів, які використовуються в пілотованих літаках. Завдяки такому підходу вдалося створити надійний літальний апарат. Бортове устаткування складається із станції радіолокації з синтезованою апертурою антени (розширення 0,3 м), двох кольорових телевізійних камер DLTV, ІЧ-системи з шістьма полями зору, лазерного далекоміра-цілевказника й апаратура РЕР/РЕБ. Оптико-електронні засоби розміщені в кулястому обтічнику.

## ТТХ апарата
- Розмах крила, м: 16,8
- Довжина літака, м: 8,22
- Висота, м: 2,1
- Маса, кг:
  - порожнього: 512
  - максимальна злітна: 1020
- Вантажність, кг: 204
- Тип двигуна: 1× Rotax 914F турбований чотирициліндровий
- Потужність, к. с.: 115 (86 кВ)
- Максимальна швидкість, км/год: 217
- Крейсерська швидкість, км/год: 135
- Дальність польоту, км.: 1240
- Об'єм баку, л.: 379
- Тривалість польоту, год:
  - нормальна: понад 20
  - максимальна: 40
- Практична стеля, м: 7620.
- Обслуга (дистанційно): 2 особи (пілот та оператор датчиків)[3].

### Озброєння
Може нести дві ракети AGM-114 Hellfire.

## Історія
У лютому 2001 року на авіабазі ВПС США Нелліс вперше були виконані випробувальні пуски протитанкових керованих ракет (ПТКР) AGM-114 Hellfire з борту БПЛА «Predator». «Хижак» може озброюватися двома ПТКР (по одній під кожним крилом). Наведення на ціль проводиться за допомогою штатного лазерного цілевказувача. Фірма GA-ASI працює над наступним поколінням безпілотних літаків Predator, яке отримало назву Predator B (MQ-9 Reaper), з покращеними характеристиками, масу цільового навантаження планується збільшити до 300 кг, а максимальну висоту польоту — до 13700 метрів, швидкість Predator B перевищуватиме 400 км/год, а максимальна тривалість польоту 24 год.
У 2009 році загальний наліт безпілотних літальних апаратів типу Predator, що стоять на озброєнні ВПС США, досяг півмільйона годин. Станом на початок 2009 року на території Іраку і Афганістану одночасно використовувалося понад тридцять безпілотних літальних апаратів MQ-1B Predator. У березні 2010 року наліт MQ-1B Predator у ВВС США склав 700 тис. годин.
У США запущена в дрібносерійне виробництво наступна модифікація «MQ-1C Sky Warrior». Пентагон уже сплатив 399 мільйонів доларів американській фірмі General Atomics для запуску виробництва.
У 2010 р. на компанію Netezza подала до суду фірма Intelligent Integration Systems. Позивач стверджує, що Netezza при виконанні роботи для державного замовника незаконно використовувала продукти Geospatial Toolkit і Extended SQL Toolkit, належні IISi. Згідно з документами представленими IISi Netezza використовувала крек для використання програми. Позивач заявляє про те, що через обмежену функціональність зламаного програмного пакета постраждали деякі функції безпілотника, пов'язані з позиціюванням на місцевості. Так, помилка при визначенні координат може складати 12 метрів, що може бути критичною при деяких режимах польоту, при зльоті й особливо при посадці.
9 березня 2018 року ВПС США офіційно зняли з озброєння літаки MQ-1 Predator. Вперше літак був прийнятий на озброєння в 1995 році, а в 2011 році на озброєння був поставлений останній з 268 «Хижаків», з яких на початок 2018 року залишалося трохи більше 100 одиниць. В той час, як Predator був поступово знятий з озброєння ВПС на користь важчого і більш потужного MQ-9 Reaper, Predator продовжує служити в складі похідної програми MQ-1C Gray Eagle на озброєнні армії США, а також у кількох іноземних державах.